# 多巴墓群
多巴墓群，位于中国青海省湟中县多巴镇指挥庄村，为第二批青海省文物保护单位，公布日期为1957年12月13日，类型为古墓葬。
多巴墓群的历史年代为汉。